# William Cavendish, 1. vévoda z Newcastle
William Cavendish, 1. vévoda z Newcastle (William Cavendish, 1st Duke of Newcastle, 1st Marquess of Newcastle, 1st Earl Ogle, 1st Viscount Mansfield, 9th Baron Ogle, 1st Baron Cavendish) (6. prosince 1592, Handsworth, Anglie – 25. prosince 1676, Welbeck Abbey, Anglie) byl anglický šlechtic, politik, dvořan a spisovatel z rodu Cavendishů. Jako dědic značného majetku získal vliv u dvora Jakuba I. a Karla I., na straně krále se také aktivně zúčastnil anglické revoluce. Po obnovení monarchie získal titul vévody z Newcastle (1664).

## Kariéra
Byl synovcem 1. hraběte z Devonshire, narodil se do rodiny zbohatlíka Sira Charlese Cavendishe, po matce Catherine Ogle zdědil později starobylý titul barona Ogle (1629). Od mládí se pohyboval u dvora a v roce 1610 obdržel Řád lázně, poté studoval v Cambridge a cestoval po Evropě, v roce 1614 byl členem Dolní sněmovny. V roce 1620 byl povýšen na vikomta Mansfielda a v roce 1628 získal titul hraběte z Newcastle. Zastával též justiční posty v hrabstvích Northumberland a Nottingham, v letech 1628–1638 byl lordem–místodržitelem v hrabství Derby. V roce 1638 byl jako guvernér prince waleského pověřen výchovou následníka trůnu (pozdější Karel II.) a od roku 1639 byl členem Tajné rady. Na počátku občanské války se jako vojevůdce zapojil do bojů na straně Karla I., v letech 1642–1644 byl vrchním velitelem královských vojsk v severní Anglii a v roce 1643 byl povýšen na markýze. Od roku 1644 žil v emigraci a později se jako člen soukromé královské rady připojil k exilovému dvoru Karla II., v roce 1650 získal Podvazkový řád.
Po restauraci monarchie převzal zpět rodové statky, které kvůli válce byly zatíženy obrovskými dluhy. V roce 1660 byl jmenován královským komořím a v letech 1661–1676 byl královským sudím v severních hrabstvích. V roce 1664 získal titul vévody z Newcastle, ale veřejného dění se pak zúčastnil již jen výjimečně vlivem postupující Parkinsonovy nemoci.

## Majetkové a rodinné poměry

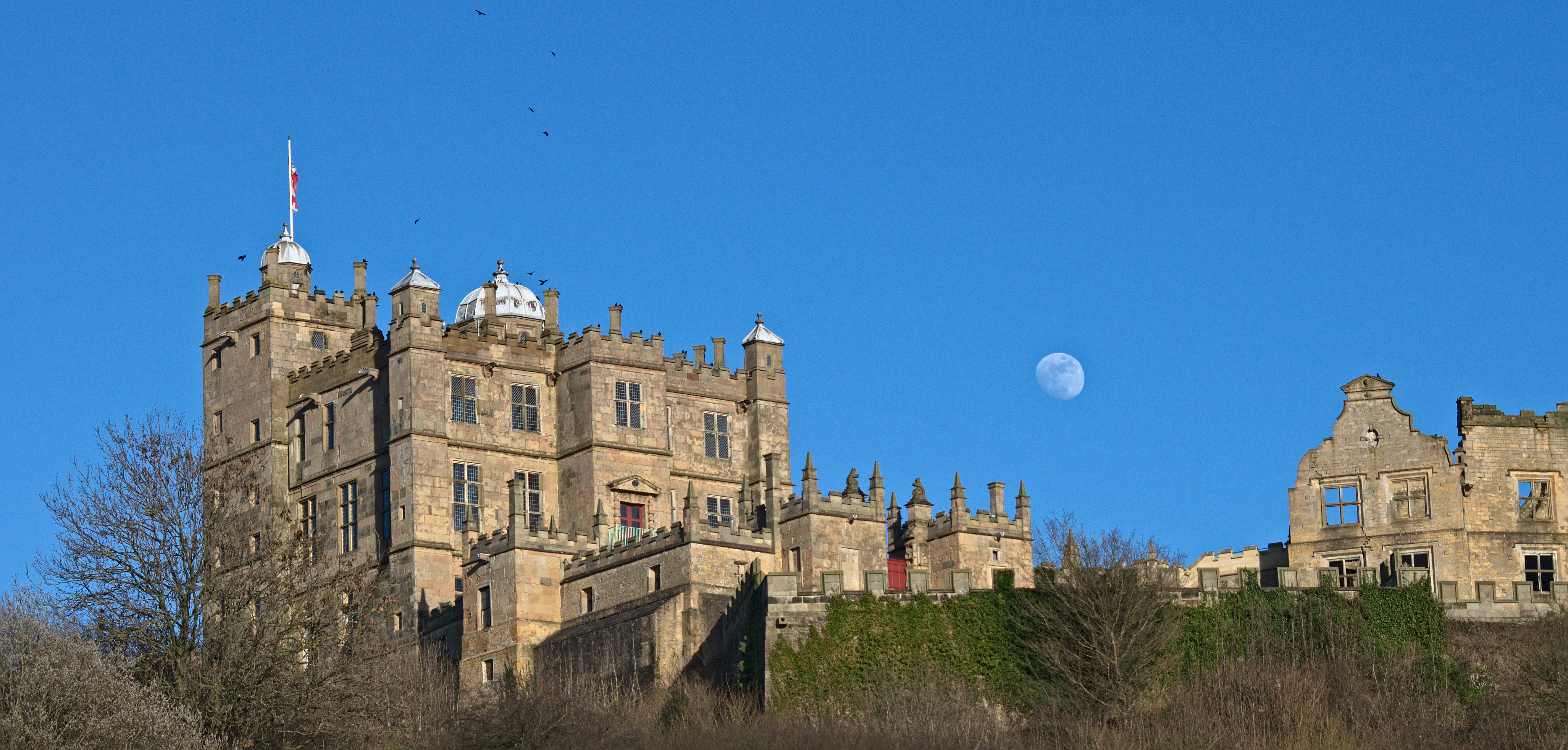
Bolsover Castle (Derbyshire)

Po rodičích zdědil rozsáhlé statky s vysokými ročními příjmy, na svých sídlech Welbeck Abbey a Bolsover Castle několikrát hostil Jakuba I. a Karla I. Na počátku občanské války půjčil králi 10 000 liber a na vlastní náklady zorganizoval vojenskou jednotku. Ve své době vynikl jako prototyp charakterního a mimořádně vzdělaného dvořana, proslul jako mecenáš vědců a umělců, sám se uplatnil jako spisovatel a napsal několik divadelních her, mimo jiné byl také amatérským architektem.
Byl dvakrát ženatý a z prvního manželství s Elizabeth Basset měl pět dětí. Starší syn Charles Cavendish, vikomt Mansfield (1627–1659), byl za občanské války členem Dolní sněmovny a po boku otce se zúčastnil bojů na straně Karla I. Zemřel předčasně a dědicem titulů se stal mladší syn Henry Cavendish, 2. vévoda z Newcastle (1630–1691).
Mladší bratr 1. vévody z Newcastle, Charles Cavendish (1594–1654), vynikl jako matematik, byl členem Dolní sněmovny, za občanské války dosáhl hodnosti generálporučíka jízdy a od roku 1644 žil v exilu.